# Epiparasiet
Een epiparasiet is een parasitaire plant die haar koolhydraten niet zelf aanmaakt, maar via een schimmel verkrijgt van een andere plant. 
Deze planten hebben geen of weinig bladgroen, waardoor ze zelf niet of onvoldoende kunnen assimileren. Ze zijn dus niet  autotroof, maar mycoheterotroof. De benodigde koolstofverbindingen worden met behulp van schimmelsoorten van het geslacht Tricholoma verkregen. De schimmel vormt met de plantenwortels van de epiparasiet een mycorrhiza, die op haar beurt weer een ectomycorrhiza op de boomwortels vormt. De schimmel zorgt ervoor dat de boom voldoende water en mineralen kan verkrijgen in ruil voor de door de boom aangemaakte koolhydraten. Een deel van deze koolhydraten geeft de schimmel op haar beurt weer door aan de epiparasitaire plant. Deze planten zijn dus niet zoals lang gedacht werd saprofyten. 
Voorbeelden van epiparasitaire planten zijn:
- bleek bosvogeltje
- kleinbladige wespenorchis
- koraalwortel
- paarse aspergeorchis (Limodorum abortivum)
- vogelnestje